# Jim Fox (pentatleta)
Jim Fox (Pewsey, Inglaterra; 19 de septiembre de 1941 - 28 de abril de 2023) fue un atleta británico especialista en pentatlón moderno que compitió en cuatro Juegos Olímpicos.

## Carrera
Fue campeón británico en diez ocasiones y rompió el récord nacional diez veces. Su primera aparición en los Juegos Olímpicos fue en Tokio 1964, en donde terminó en el lugar veintinueve entre 37 participantes en el evento individual y en la prueba por equipos terminó en el lugar noveno de once participantes.
Cuatro años después regresa en México 1968 donde terminó en octavo lugar entre 48 participantes en el evento individual y en el evento por equipos terminó en octavo lugar entre quince equipos. En 1972 terminó en cuarto lugar entre 59 participantes a diecisiete puntos de la medalla de bronce, mientras que en el evento por equipos terminó en noveno lugar entre diecinueve equipos. Dos años antes había anunciado su retiro pero se retractó a causa de su entrenador Ron Bright mientras era sargento del Royal Electrical and Mechanical Engineers (REME).
Participa por cuarta ocasión en Juegos Olímpicos en la edición de Montreal 1976, en la que en el evento individual terminó en el lugar 15 entre 46 participantes, mientras que en el evento por equipos fue campeón olímpico junto a Danny Nightingale and Adrian Parker. Actualmente es el único pentatleta británico en participar en cuatro ediciones de los Juegos Olímpicos.
Al retirarse fue capitán del REME y le fue otorgada la Orden del Imperio Británico por su contribución al deporte.